# هند-آرام مرکزی

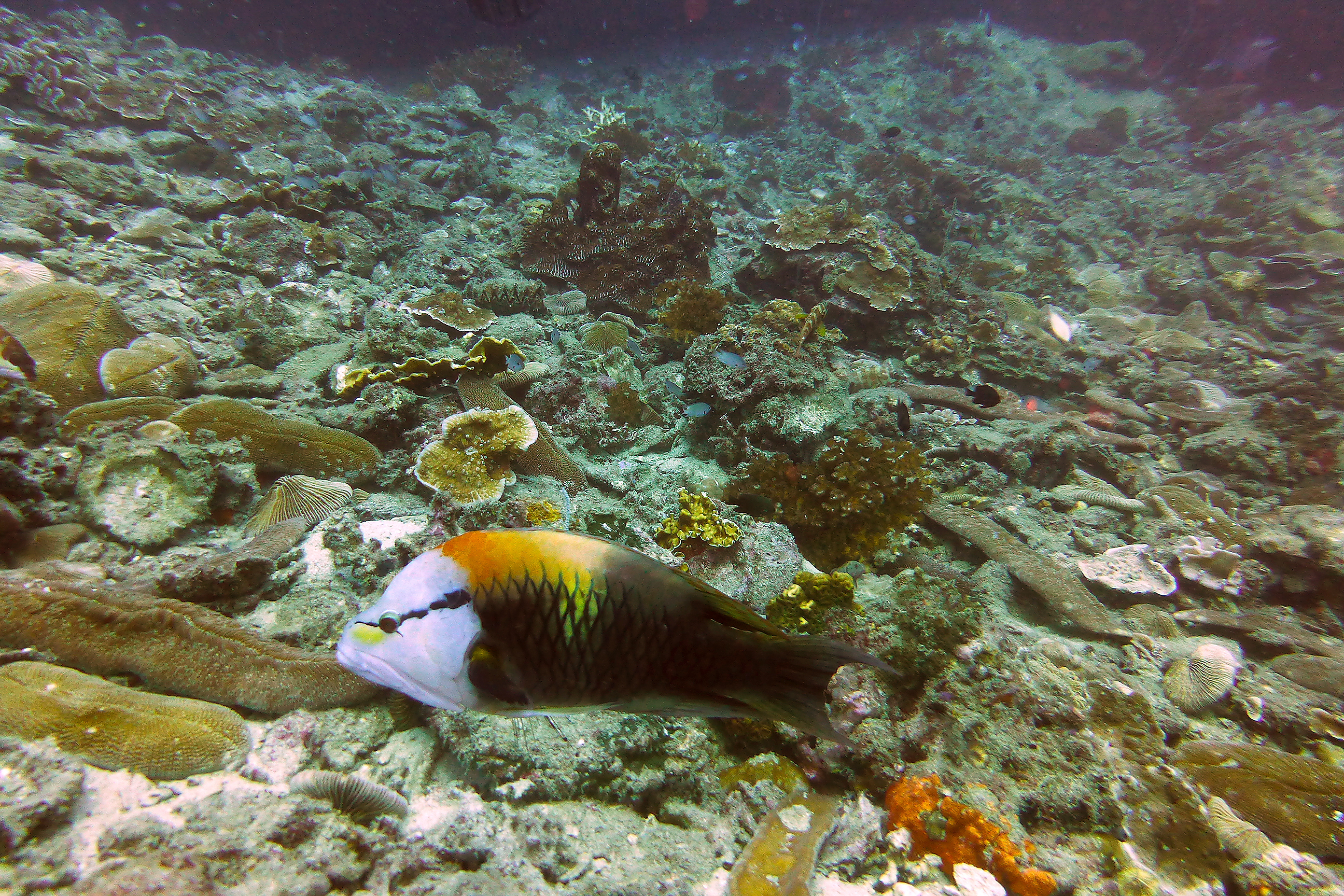
گونه sling-jaw wrasse در سواحل Ko Tao، تایلند

هند-آرام مرکزی (انگلیسی: Central Indo-Pacific) یک منطقه زیست‌جغرافیایی دریایی در زمین است که آب‌های مدارگانی اقیانوس آرام، شرق اقیانوس هند و دریاهای پیرامونی آنها را در بر می‌گیرد.
هند-آرام مرکزی بخشی از پهنه بزرگ‌تر هند-آرام است که شامل آب‌های حاره‌ای اقیانوس هند، قسمت‌های مرکزی و غربی بخش حاره‌ای اقیانوس آرام و دریاهای متصل کننده این دو در منطقه اندونزی می‌شود. هند-آرام مرکزی را می‌توان به عنوان قلمرو دریایی، یکی از تقسیمات زیست‌جغرافیایی بزرگ حوضه‌های اقیانوسی جهان، یا به عنوان زیر قلمرو هند-آرام طبقه‌بندی کرد.
قلمرو هند-آرام مرکزی سواحل شرقی بخش حاره‌ای اقیانوس هند از جمله بیشتر سواحل مجمع‌الجزایر اندونزی در اقیانوس هند، سواحل شمالی استرالیا و جزایر کوکوس کریسمس را می‌پوشاند. این قلمرو از طریق دریاهای حاره‌ای که اقیانوس آرام و اقیانوس هند را به هم وصل می‌کنند، گسترش می‌یابد. این دریاها شامل دریای جاوه در مرکز اندونزی، دریای جنوبی چین بین سرزمین اصلی آسیا و مجمع الجزایر فیلیپین و مالایی و دریای آرافورا است که استرالیا و گینه نو را جدا می‌کند. این قلمرو شامل دریاهای اطراف گروه جزیره‌های غرب اقیانوس آرام از جمله جزایر ریوکیو، جزایر کارولین، جزایر ماریانا، گینه نو، مجمع‌الجزایر بیسمارک، جزایر سلیمان، وانواتو، کالدونیای جدید، فیجی، تونگا و جزیره لرد هاوو نیز می‌شود.
قلمرو هند-آرام مرکزی با گذار از تنگه ملاکا از سمت غرب با قلمرو هند-آرام غربی و در جنوب سوماترا محدود می‌شود. این قلمرو شامل دریاهای اطراف نیمه شمالی استرالیا می‌شود، در حالی که قلمرو دریایی استرالیای معتدله شامل دریاهای اطراف نیمه جنوبی استرالیا است. مرزهای بین این دو قلمرو دریایی در استرالیای غربی و کوئینزلند قرار گرفته است. قلمرو هند-آرام شرقی در شرق قلمرو هند-آرام مرکزی قرار دارد و در بیشتر مناطق استوایی پلی‌نزی امتداد دارد. در سمت شمال، تنگه تایوان مرز قلمرو هند-آرام مرکزی با قلمرو آرام شمالی معتدله محسوب می‌شود که جزایر یزرگ‌تر ژاپن را در بر می‌گیرد.
قلمرو هند-آرام مرکزی شامل منطقه مثلث مرجانی است که دارای بیشترین تنوع گونه‌های صخره‌های مرجانی حاره‌ای در جهان است. مثلث مرجانی دارای ۶۰۵ گونه مرجانی حاره‌ای است که شامل ۱۵ گونه بوم‌زاد است که حدود ۷۶ درصد از کل جهان (۷۹۸ گونه) را شامل می‌شود. مثلث مرجانی دارای ۲۲۲۸ گونه ماهی صخره ای است که از این تعداد ۲۳۵ (۷٫۸ درصد) گونه بوم‌زاد هستند که حدود ۳۷ درصد از کل جهان (۶۰۰۰ گونه) به‌شمار می‌رود. این مثلث شامل بزرگ‌ترین و دومین تشکیلات مرجانی در جهان یعنی دیواره بزرگ مرجانی استرالیا و دیواره مرجانی کالدونیای جدید است.

## زیربخش‌ها
قلمرو هند-آرام مرکزی خود به چند استان دریایی و استان‌های دریایی نیز به بوم‌ناحیه‌های دریایی تقسیم می‌شوند:

### دریای جنوبی چین
- خلیج تونکین
- چین شمالی و جنوبی
- جزیره‌های اقیانوسی دریای جنوبی چین

### فلات قاره سوندا
- خلیج تایلند
- جنوب ویتنام
- فلات قاره سوندا/دریای جاوه
- تنگه ملاکا

### منطقه گذار سوماترا
- جاوه جنوبی
- جزیره کوکوس-کیلینگ/کریسمس

### کوروشیو جنوبی
- کوروشیو جنوبی

### آرام شمال‌غربی حاره‌ای
- جزایر اوگاساوارا
- جزایر ماریانا
- جزایر کارولین شرقی
- جزایر کارولین غربی

### مثلث مرجانیغربی
- پالاوان/برونئو شمالی
- فیلیپین شرقی
- دریای سلاوسی/تنگه ماکاسار
- هالماهرا
- پاپوا
- دریای باندا
- جزایر سوندای کوچک
- سلاوسی شمال‌شرقی

### مثلث مرجانیشرقی
- دریای بیسمارک
- مجمع‌الجزایر سلیمان
- دریای سلیمان
- پاپوا گینه نو جنوب‌شرقی

### فلات قاره ساهول
- خلیج پاپوآ
- دریای آرافورا
- استان فلات قاره شمالی
- گذار فلات قاره شمال‌غربی

### فلات قاره شمال‌شرقی استرالیا
- گذار فلات قاره شمال‌شرقی
- استان فلات قاره شمال‌شرقی

### فلات قاره شمال‌غربی استرالیا
- استان فلات قاره شمال‌غربی
- صخره دریایی نینگالو

### آرام جنوب‌غربی حاره‌ای
- جغرافیای تونگا
- فیجی
- وانواتو
- کالدونیای جدید
- دریای مرجان

### جزایر لرد هاوو و نورفک
- جزیره لرد هاوو و جزیره نورفک